# Helanca
Helanca är ett varumärke eller gruppnamn  på ett texturerat garn. Det är elastiskt garn (kräppgarn) som framställs av syntetiska filamentgarner. 
Framställningen går till så att garn med höggradig snodd (2000-4500 varv/meter) permanentfixeras i mättad ånga, varefter de snos upp igen. Sedan tvinnas två garner med motsatt snodd samman på så sätt att garnernas texturering passar samman. Elasticiteten kan kontrolleras genom att man varierar graden av snodd. Garnet kan användas till till exempel strumpor.